# 2020 QN6
2020 QN6 est un transneptunien de magnitude absolue 14,74 circulant sur une orbite très eccentrique. Il aurait un diamètre inférieur au km.  